# Mortoniopteris scandens
Mortoniopteris scandens là một loài thực vật có mạch trong họ Hymenophyllaceae. Loài này được (L.) Pic. Serm. miêu tả khoa học đầu tiên năm 1977.